# Inferno (film, 1999)
Inferno (v originále také Inferno, alternativně ve Spojeném království též Desert heart) je americký akční film s prvky komedie a dramatu z roku 1999. Natočil jej americký režisér John G. Avildsen, držitel Oscara za snímek Rocky z roku 1976. Avildsen byl rozhořčený z finální verze filmu a snažil se vymazat své jméno z titulků, což se mu nepodařilo. 
Účinkují v něm Jean-Claude van Damme, Danny Trejo, Pat Morita, Gabrielle Fitzpatrick, Larry Drake, Vincent Schiavelli a další.
Hudbu k filmu složil Avildsenův dvorní skladatel Bill Conti (série Rocky, trilogie Karate kid , 8 sekund, Dobrodružství Hucka Finna, Aféra Thomase Crowna).
Film měl veliké ambice, ale stal se z něj obrovský propadák (vydělal pouze 1 milion z rozpočtu 22 milionů) a dočkal se spíše slabých hodnocení (na Čsfd má film pouze 35 %, na ostatních filmových serverech má hodnocení lepší, např. na Imdb má film 5,2 z 10). 
Kvůli propadu filmu ukončil Avildsen svojí kariéru a až do své smrti roku 2017 nic nenatočil.
Film nebyl v Čechách distribuován v kinech, byl vydán pouze na DVD (celkem třikrát).